# Elisabetta Dami

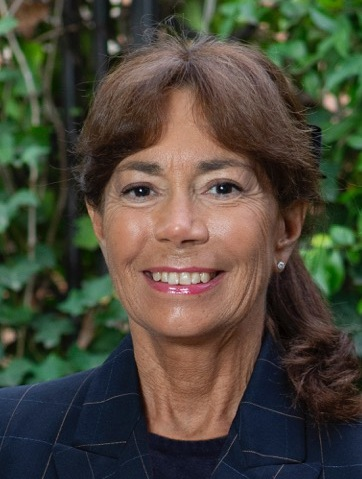
Elisabetta Dami

Elisabetta Maria Dami (* 1958 in Mailand) ist eine italienische Kinderbuchautorin, die vor allem für ihre Kinderbuchreihe Geronimo Stilton bekannt ist. In dieser Reihe, wie auch der zu Thea Stilton, ist nicht sie als Autorin benannt, sondern die Figur des Geronimo Stilton bzw. Thea Stilton treten als Verfasserin auf.
Ihre Werke wurden in 49 Sprachen übersetzt und erzielen eine Gesamtauflage von über 180 Millionen Exemplaren.

## Biografie
Dami wurde 1958 in Mailand geboren und arbeitete ab ihrem 13. Lebensjahr bei ihrem Vater Piero Dami in dessen Buchverlag Dami Editore. Während ihrer Verlagsarbeit unternahm sie bereits mit 20 Jahren weltweit Reisen und kam selbst zum Schreiben. Starken Einfluss auf ihre späteren Geschichten übten diese Weltreisen wie auch sportliche Herausforderungen aus, die sie ab ihrem 23. Lebensjahr unternahm. Während ihrer Reisen durch Amerika wurde sie von dem Volk der Hopi und dem Volk der Cherokee adoptiert. Sie besitzt einen Flugschein, hat mehrfach Fallschirmsprünge absolviert und die entsprechende Prüfungslizenz erhalten, sie hat an dem überregional bekannten Überlebenstraining an der Outward Bound School, in Maine, teilgenommen und ist dreimal den New-York-Marathon gelaufen sowie einmal den Lauf „100kms of the Sahara“.
In den 1990er Jahren begann sie ehrenamtlich in Kinderkrankenhäusern zu arbeiten. Inspiriert von dem Arzt Patch Adams begann sie für Kinder lustige Geschichten über die Maus Geronimo Stilton zu schreiben. Ihre Erfahrungen während ihrer weltweiten Reisen prägen ihre Werke genauso wie ihre eigenen Charakterzüge: stories that were funny and adventurous (but also full of good values) of a shy, tender and clumsy mouse: Geronimo Stilton.
Im Jahr 2000 erschien der erste Band der Kinderbuchreihe „Geronimo Stilton“, die mittlerweile 100 Bände umfasst. Aufgrund des Erfolges wird die Kinderserie im Fernsehen ausgestrahlt und umfasst 78 Folgen in 3 Staffeln. Die Folge „Geronimo Stilton im Königreich Fantasia“ wurde als Musical umgesetzt. Ab 2014 wird die Stilton-Reihe ergänzt durch die Erzählungen von Thea Stilton in „Die Thea-Sisters“.
2021 wurde sie auf Vorschlag des Ministerratspräsidiums von Staatspräsident Sergio Mattarella mit dem Komturkreuz des Verdienstordens der Italienischen Republik ausgezeichnet.

## Werke
- Geronimo Stilton: Die Serie wurde in Deutschland bei den Verlagen Schwager & Steinlein Verlag GmbH, dem Omnibus Verlag und dem Rowohlt Verlag publiziert.
- Thea Stilton: Die Reihe um Thea Stilton, die „Thea Sisters“-Bücher, umfassen 16 Bände.